# هوغو سانتوس (لاعب كرة قدم)
هوغو سانتوس (27 يناير 1978 بآلوركا دو ريباتجو في البرتغال - ) هو لاعب كرة قدم برتغالي في مركز جناح. لعب مع ألفيركا وإشتوريل برايا ومافرا ونادي أولهانينسي وفيهرين ساندانسكي وSeixal F.C. ‏ وC.D. Olivais e Moscavide ‏.

## وصلات خارجية
- هوغو سانتوس (لاعب كرة قدم) على موقع قاعدة بيانات كرة القدم.إي يو (الإنجليزية)